# Aeroklub Białostocki
Aeroklub Białostocki – stowarzyszenie, członek Polskiego Związku Sportowego Aeroklubu Polskiego utworzony 14 maja 1946 roku w Białymstoku. Bazą aeroklubu jest lotnisko Białystok-Krywlany, położone około 5 kilometrów na południowy wschód od centrum Białegostoku.

## Sekcje
- sekcja samolotowa
- sekcja szybowcowa
- sekcja spadochronowa
- sekcja modelarska

## Sprzęt
Samoloty:
- PZL-101 Gawron - SP-KZB
- Cessna 152 II - SP-KOH
- Cessna 152 - SP-WWT
- Cessna 207 - SP-ADE

Samoloty Ultralekkie:
- KR-30 Topaz(inne języki) - SP-SIVY

Motoszybowce:
- H36 MKII Dimona(inne języki) - 1 egzemplarz

Szybowce:
- Dwumiejscowe wykorzystywane do szkolenia:
  - SZD-50-3 Puchacz – 3 egzemplarze
  - SZD-54-2 Perkoz - 1 egzemplarz
  - SZD-9 Bocian – 1 egzemplarz
- Jednomiejscowe szkolne:
  - SZD-51-1 Junior – 2 egzemplarze
  - SZD-30 Pirat – 3 egzemplarze
- Jednomiejscowe wyczynowe:
  - SZD-36 Cobra 15 – 1 egzemplarz
  - SZD-48-1 Jantar Standard 2 – 2 egzemplarze
  - SZD-48-3 Jantar Standard 3 – 1 egzemplarz
  - SZD-42 Jantar 2B - 2 egzemplarze